# Descanso do Modelo (Almeida Júnior)
A obra Descanso do Modelo, também conhecida por Descanso da Modelo, é uma pintura a óleo sobre tela, datada de 1882, do pintor e desenhista brasileiro José Ferraz de Almeida Júnior, nascido em Itu. A pintura tem como cena principal um ateliê em um momento de intimidade, onde uma modelo seminua, no intervalo de sua pose, toca uma música ao piano, nesse momento de descanso, o pintor que antes retratava a moça, fuma um cigarro, aprecia e aplaude a canção. Essa tela retrata um pouco dos costumes e do cotidiano burguês da época do autor.
A obra realista, produzida em Paris ao longo da primeira estada de José Ferraz na Europa, hoje ajuda a compor a galeria de arte brasileira do século XIX do MNBA, o Museu Nacional de Belas Artes, no Rio de Janeiro. O quadro possui quatro versões que transitam por coleções particulares desde o século XIX, exceto a tela que integra o acervo do MNBA, adquirida pela Academia Imperial de Belas Artes em 1882. Entre as quatro versões de tamanhos diferentes, estão: duas do próprio José Ferraz de Almeida e duas do pintor Oscar Pereira da Silva.

## Contexto
O pintor Almeida Júnior participou de quatro edições do Salon de Paris e em sua última participação, em 1882, foi exposto o Descanso do Modelo, sob o título Pendant le Repos. Na época, José Ferraz, que estava sendo financiado pelo "bolsinho imperial", tinha acabado de se formar na AIBA, a Academia Imperial de Belas Artes, e foi admitido na École Nationale Supérieure des Beaux-Arts de Paris e no concorrido ateliê de Alexandre Cabanel.
O Descanso do Modelo, além de ter disputado a atenção do público com outras 3.000 pinturas no Salon de Paris, também fez parte de uma pequena exposição organizada em um dos espaços da AIBA em 1882, quando Almeida Júnior já havia voltado da Europa. E, em 1884, dois dos quadros de Descanso do Modelo faziam parte da Exposição Geral de Belas Artes: um do pintor original da tela, José Ferraz, e outro a cópia de Oscar Pereira.
Em 1893, a obra fez parte de outros 109 trabalhos encaminhados para representar o Brasil na seção brasileira da Exposição Universal Colombiana, em Chicago. Isso ocorreu devido à indicação do próprio José Ferraz de Almeida a Rodolpho Bernardelli, então diretor da ENBA, a Escola Nacional de Belas Artes, que também havia adquirido a obra em 1882.

## Composição
A cena se passa em um ateliê onde há um amontoado de louças e tapeçarias finas, decoração clássica e linhas e cores mergulhadas em certa penumbra. A primeira impressão da obra rememora um trecho do conto A Obra-Prima Ignorada, do escritor Honoré de Balzac. Em que há a ida de Nicolas Poussin, pela primeira vez, ao ateliê de François Porbus:
| “ | Uma claraboia no teto iluminava o ateliê de mestre Porbus. Concentrada sobre uma tela presa ao cavalete (...) a luz do dia não alcançava as profundezas escuras dos recantos dessa ampla sala; mas alguns reflexos perdidos acendiam na penumbra avermelhada uma faísca prateada no bojo de uma couraça de cavaleiro suspensa na parede, riscavam num súbito sulco de luz a cornija esculpida e encerada de um antigo aparador coberto de louças curiosas, ou salpicavam de pontos brilhantes a trama granulosa de umas velhas cortinas de brocados de ouro com grandes pregas puídas, jogadas ali como modelos. | ” |

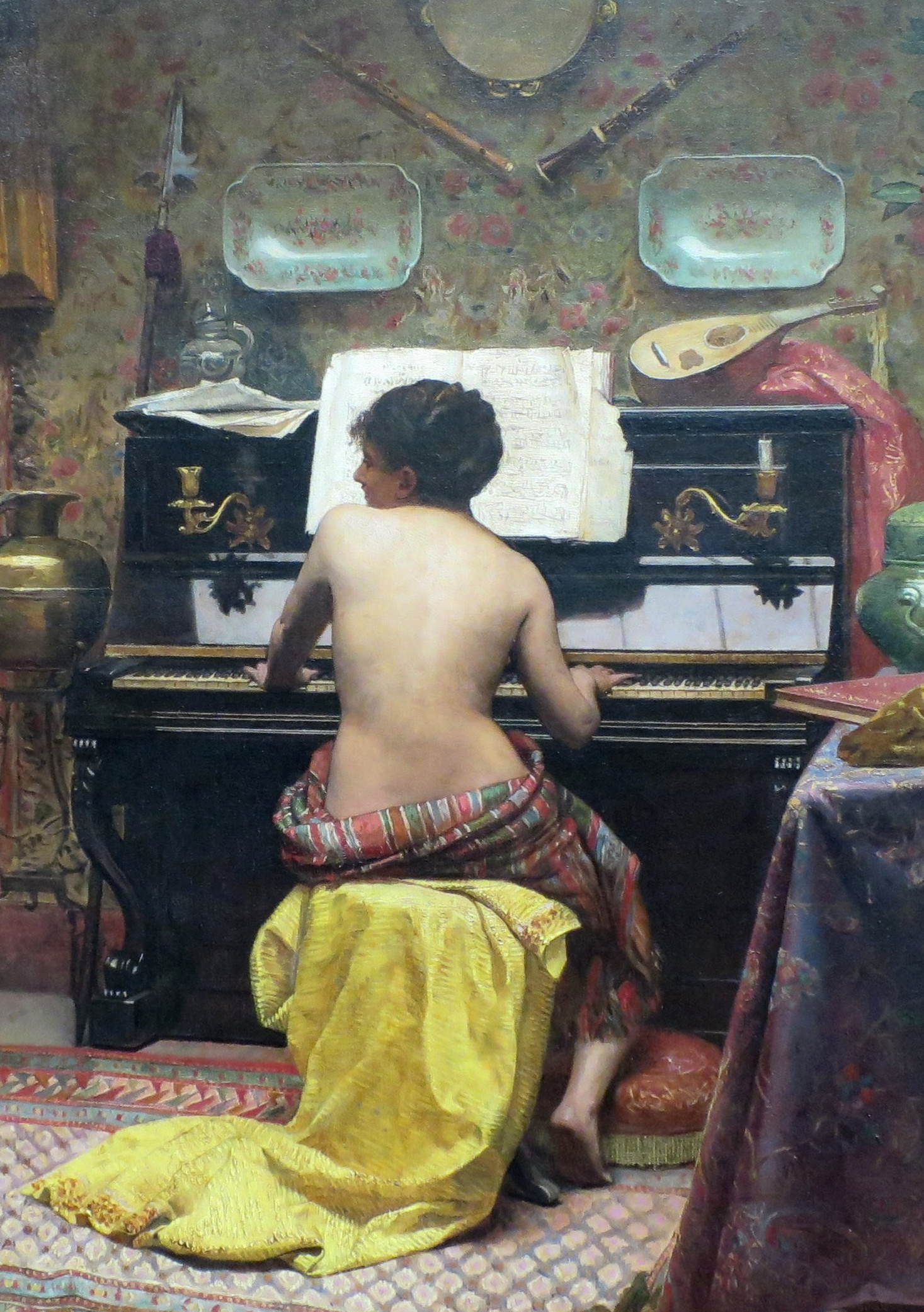
Mulher ao piano, no quadro.

A figura central de Descanso do Modelo é uma mulher jovem que está sentada de frente para um piano preto encostado na parede de estampa floral. Na parte central do grande instrumento musical há um livro de partituras aberto ao meio e com folhas um pouco desgastadas. Na parede acima, há dois quadros pequenos e retangulares de louça com estampas florais que refletem um pouco da luz tênue do ambiente, além de uma flauta e de um clarinete pendurados em formato de V.
A simetria das posições dos instrumentos musicais, porcelanas e candelabros do piano realça a centralização do quadro, que é emoldurado do lado esquerdo pelo pintor, pelo cavalete e pela tela e do lado direto pela mesa de tecido roxo com objetos. Esse elemento revela que a composição foi cuidadosamente refletida.
A moça ao piano se encontra de costas para o espectador e está sentada sobre um pequeno banco encoberto por um tecido amarelo que se estende até o tapete colorido de formas geométricas. Esse tecido forma com o tronco da moça, um conjunto de cores claras que contrastam com os tons escuros do piano e da roupa do pintor. As costas claras e rosadas da modelo estão nuas e iluminadas pela luz do ambiente, seus cabelos castanhos escuros estão presos em um coque, penteado bastante representado nas pinturas de Almeida Júnior e muito usado entre as moças da época, por vezes vinha acompanhado de uma discreta franja. Suas mãos estão repousadas sobre as teclas do piano, como se tocasse alguma música, e sua cabeça está virada para o lado esquerdo, de forma a observar o pintor que está ao seu lado.
O pintor, um homem de boina e roupa preta, tem metade de um cigarro aceso em sua boca, seu cabelo curto se junta à barba e ao bigode espessos e suas mãos se posicionam de forma como se ele aplaudisse a moça pela música que está sendo tocada. O pintor está sentado em um pequeno banco e tem uma grande tela de pintura apoiada em um cavalete de madeira à sua frente.
No lado direito da obra, em uma mesa forrada por um tecido roxo, há uma vasilha redonda acobreada e sobre ela cai parte de uma cortina amarela, há também um livro fino de capa vermelha, uma pequena urna verde clara e um vaso branco bojudo com vários ramos e pequenas frutas avermelhadas e redondas.

## Análise
O Descanso do Modelo faz parte das pinturas de gênero que José Ferraz de Almeida Júnior produziu durante sua vida. O autor executou esta tela em um contexto sócio-histórico onde a ascensão de um novo grupo econômico surgia, a intimidade era valorizada e o papel pedagógico atribuído às obras de arte estava sendo ressignificado. Seus "quadrozinhos de gênero" mostram histórias que não se vinculam necessariamente a um evento histórico, a um texto bíblico ou a uma fonte literária, eles fazem com que o espectador dialogue com as próprias pinturas e as complete, como se fosse uma espécie de jogo.
A pintura de gênero é realizada com o intuito de romper a distância entre o espectador e a obra, isso é resolvido com enredos mais "humanos", gestos e trejeitos familiares aos espectadores, telas menos suntuosas, recortes mais íntimos e fechados e contrastes de cor, luz e sombra mais tenros. Características observadas em Descanso do Modelo. Outro aspecto que também ajuda a intensificar a ideia de cotidiano e vida privada da cena é o tipo de enquadramento que o artista escolheu. É por isso e pela construção do indivíduo, que a obra de José Ferraz traz uma sensação de empatia e pertencimento ao público que a contempla.

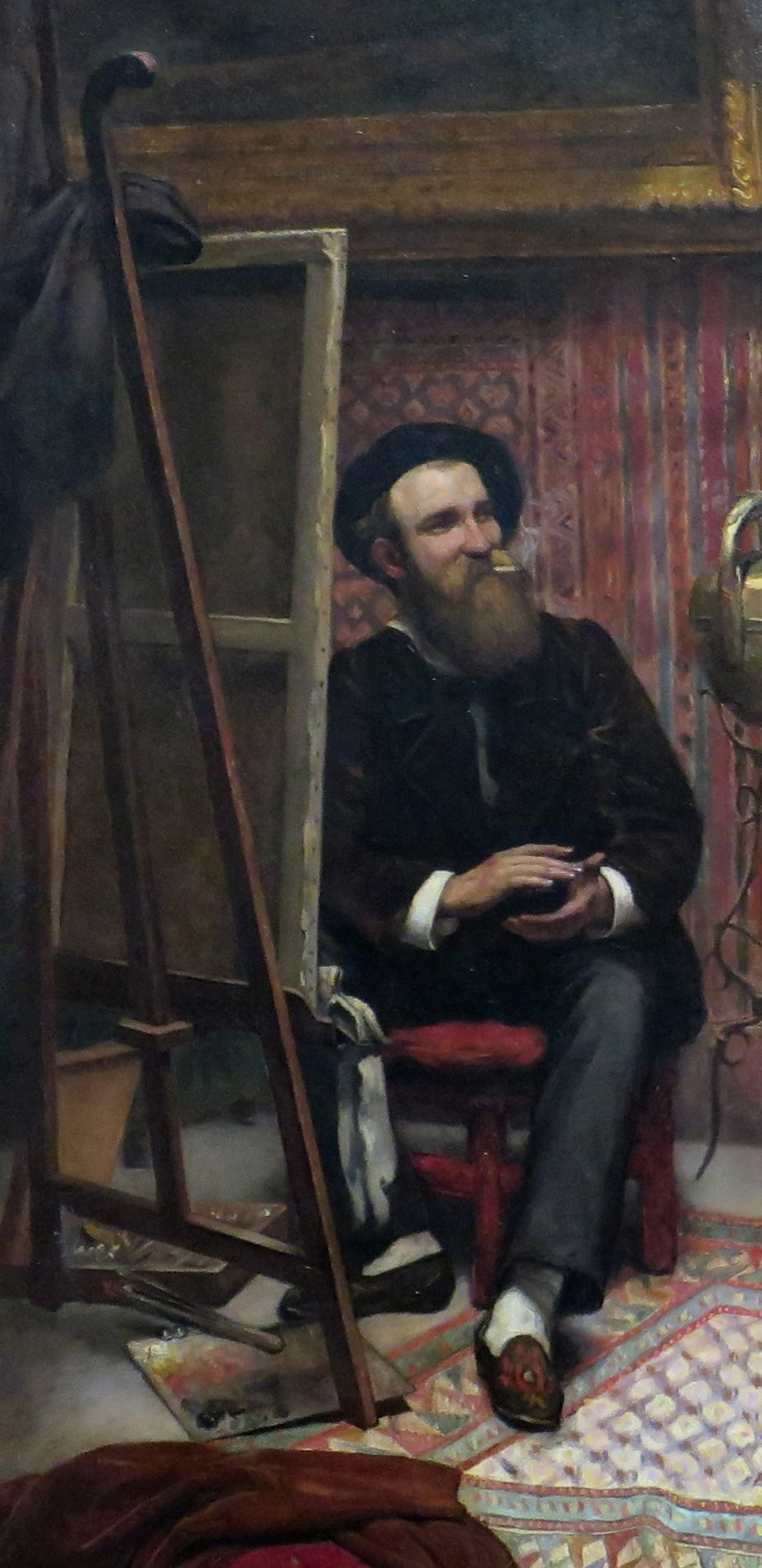
Pintor, no quadro.

O pintor se dedica aos pormenores, mas não se torna ridiculamente minucioso, ele também mantém a exatidão de seu desenho e usa a oposição de tons por toda a tela, esgotando os recursos variados da paleta de cores, sem deixar de lado a harmonia e a afinação do quadro. A paleta baseada em tons de marrom escolhida por José Ferraz para compor a obra, apenas confirma a ação da pintura, juntamente com outros objetos que ajudam a desempenhar o mesmo papel, como o pincel, o cavalete e a tela. Por isso, a paleta de cor aqui tem o papel de elemento secundário.
Os tons mais sóbrios se encontram nas bordas do campo de visão do espectador e os mais vivos estão no centro do ateliê, elementos esses que ajudam a conferir unidade à obra. Almeida Júnior fez dessa pintura de gênero uma produção delicada, com tintas esbatidas, tons aumentados, algumas gradações de cores vivas e penetrantes, forte contraste de claro/escuro, sombras bem evidentes, disposição da perspectiva correta, conveniente colocação dos planos, equilibrada proporção dos elementos e envernização de todo o quadro com uma suave camada de óleo.
No local em que a cena ocorre, o ateliê, tudo que faz parte do ambiente dá a sensação de que está em seu devido lugar, mesmo que haja tantos objetos espalhados pelo local e que, por isso, possam prender um pouco a atenção do espectador à primeira vista. A relação desses objetos pode acabar por induzir os olhos de quem observa a tela a seguirem determinado caminho, como em direção às costas da modelo, em seguida ao seu rosto e logo depois aos seus olhos, terminando no olhar ao qual ela corresponde, o do pintor. Tudo, por fim, converge para o olhar entre a modelo e o pintor, personagens que possuem posturas corporais mais fechadas e retraídas, cujas projeções de braços, ombros, troncos, cabeças e olhares se dirigem para "dentro".
A pele do corpo da modelo é pintada com uma superfície lisa e plana, elemento que dá um toque de porcelana ao que está sendo retratado. Seu corpo é concebido em termos de carne maciça e gordura charmosa e não apenas de pele, ele também é modelado pela luz do ambiente. O tronco nu da moça, que figura na parte central da composição, é o pilar fundamental, o ponto inicial da observação e o maior destaque da obra. Ele marca o eixo vertical da tela, ganha destaque do fundo da pintura, onde elementos de decoração são valorizados, e causa concorrência visual com o tecido de cor amarela que está sobre o banco onde a modelo está sentada. Outro elemento que também está em destaque é o rosto da mulher, que está de perfil, porque se sobrepõe à cor branca do livro de partituras aberto ao meio, o ponto mais iluminado da obra.
A reprodução das mãos entreabertas do pintor indicam o que vai acontecer em seguida, que, no caso, é o estalar da palma no encontro das mãos. José Ferraz de Almeida faz transparecer, através desta ação, elementos técnicos que compõem o desenho e a forma e a cumplicidade do momento que existe entre a modelo e o pintor. Esse tipo de técnica de pintura faz com que o pensamento do espectador seja estimulado para o momento anterior ou seguinte da cena retratada.
A reprodução tem uma aura de verdade porque retrata mais do que se pode observar à primeira vista, ela mostra os bastidores da situação, as questões do trabalho e da relação entre o artista e o modelo vivo, que habitualmente era a mulher, nos ateliês privados. A representação do modelo vivo desta obra integra-se ao arquétipo de musa. Por terem sido criados um mito e uma crença generalizada de que as modelos do nu mantinham relações sexuais com os artistas que as retratavam, a obra de José Ferraz de Almeida traz essa possibilidade para a imaginação do espectador. Porque, sua pintura reforça o olhar voyeur estabelecido pelo sujeito masculino e o objeto de observação feminino através da representação da grande intimidade e naturalidade entre os personagens retratados. As posições de observação do artista e do próprio espectador se confundem diante da imagem do nu feminino, esse aspecto faz com que a triangulação do olhar se retraia para as tramas do corpo feminino retratado e permite a plena contemplação do objeto de costas para o espectador, ainda discreto.

## Recepção
A obra de José Ferraz de Almeida foi dona de grande sucesso e obteve muitas críticas boas e elogios desde o ano em que fora produzida. O então jornalista e crítico do Jornal do Commercio, Félix Ferreira, afirmou que o quadro que mais agradou ao público visitante e que conquistou a maior soma de aplausos foi a pintura de gênero intitulada de Pendant le Repos, Félix também afirmou que Almeida Júnior revelou progresso e transformação, além de ser um pintor talentoso e um colorista ousado e vigoroso.
O escritor e jornalista, Gonzaga Duque, afirmou que o trabalho de José Ferraz foi o "melhor, porém menos original". Gonzaga supôs que o "belo efeito" da aparição da luz em algumas partes do piano e a atenciosa e delicada pintura da modelo foi o que "despertou a atenção da crítica parisiense”.
O quadro foi apontado como o "melhor trabalho de Almeida Júnior" por L. S., crítico da Gazeta de Notícias. Também foi considerado "interessantíssimo pelo assunto que trata e por sua excelente produção" por X., crítico da Revista Illustrada. O desenhista Angelo Agostini se resumiu apenas em uma frase: “Um primorzinho que obriga-nos a juntar nossas palmas às do pintor, para aplaudir o Sr. Almeida Júnior”.